# William D. Martin
William Dickinson Martin (* 20. Oktober 1789 in Martintown, Edgefield County, South Carolina; † 17. November 1833 in Charleston, South Carolina) war ein US-amerikanischer Politiker. Zwischen 1827 und 1831 vertrat er den Bundesstaat South Carolina im US-Repräsentantenhaus.

## Werdegang
William Martin genoss eine gute Grundschulausbildung. Nach einem anschließenden Jurastudium an der Litchfield Law School und seiner im Jahr 1811 erfolgten Zulassung als Rechtsanwalt begann er in Edgefield in seinem neuen Beruf zu arbeiten. Im Jahr 1813 zog er nach Coosawhatchie im Beaufort County. Gleichzeitig begann er sich in der Politik zu engagieren. Zwischen 1816 und 1817 saß er als Abgeordneter im Repräsentantenhaus von South Carolina, von 1816 bis 1828 war er Protokollist im Staatssenat. In den 1820er Jahren schloss er sich der Bewegung um den späteren Präsidenten Andrew Jackson an, aus der die Demokratische Partei hervorging.
1826 wurde Martin im vierten Wahlbezirk von South Carolina in das US-Repräsentantenhaus in Washington, D.C. gewählt. Dort trat er am 4. März 1827 die Nachfolge von Andrew R. Govan an. Nach einer Wiederwahl im Jahr 1828 konnte er bis zum 3. März 1831 im Kongress verbleiben. Dort drehten sich die Diskussionen vor allem um die Politik von Präsident Jackson, der seit dem 4. März 1829 amtierte. Dabei ging es um die Durchsetzung des Indian Removal Act. Außerdem spitzte sich der Konflikt zwischen der Bundesregierung und dem Staat South Carolina um die Gültigkeit eines Einfuhrzollgesetzes immer mehr zu. Dieser Streit gipfelte in der Nullifikationskrise, die dann in der Legislaturperiode nach Martins Ausscheiden aus dem Kongress eskalierte.
Zwischen 1831 und 1833 arbeitete William Martin als Richter. 1833 zog er nach Columbia. Er starb noch im gleichen Jahr in Charleston.